# Hanka (film 1934)
Hanka (alternatywny tytuł: Oczy czarne)  – polski film fabularny (romans) z 1934 roku. Obraz nie zachował się do dziś.

## Fabuła
Akcja filmu rozpoczyna się w 1905 roku na Wołyniu. Pięcioletnia Hanka Bereza zostaje sama po zesłaniu ojca - Jana Berezy - na Syberię i śmierci matki, która ginie w walce z żandarmami. Wychowuje się bez opieki, z czasem zakochując się w kłusowniku Zbychu. Zbych jest skonfliktowany z mieszkańcami wsi, co prowadzi do samosądu, a Hanka uciekając trafia do obozu Cyganów. Tam zakochuje się niej cygański król. Ocalały Zbych odnajduje Hankę w obozie i doprowadza do zerwania z królem. Oboje uciekają, trafiając do dom Hanki, gdzie zastają Jana, który wrócił z zesłania.

Nastaje 1920 rok i wybucha wojna. Zbych udaje się na front, z którego wraca zwycięski. Wspólnie z Hanką tworzą szczęśliwą rodzinę.

## Obsada
- Ina Benita - Hanka Bereza
- Pola Wiśniewska - Mała Hanka[1]
- Zbigniew Staniewicz - kłusownik Zbych
- G. Konofałow - Jan Bereza
- Renata Sadowska - Cyganka Ała
- Lidia Goebel - Cyganka Aza
- Jerzy Nieznany - król Cyganów
- Ali Bek - gajowy
- N. Dara - Cyganka Ala